# Stadsgezicht (Jacob Maris)
Stadsgezicht is een schilderij van de Nederlandse kunstschilder Jacob Maris, geschilderd tussen 1885 en 1887, olieverf op doek, 86 × 126 centimeter groot. Het toont een gefingeerd stads- annex havengezicht, geschilderd in de stijl van de Haagse School. Het werk bevindt zich thans in de collectie van het Rijksmuseum te Amsterdam, in 1887 aangekocht op de Tentoonstelling van Levende Meesters.

## Context
Maris gaf zijn stadsgezichten doorgaans een neurale titel. Het zijn dan ook zelden precieze topografische weergaves, maar meestal een mengeling van fantasie en werkelijkheid. In de woorden van zijn vriend Théophile de Bock "zocht hij naar karakterbeelden, geen portretten". Compositie en atmosfeer stonden centraal, al het andere was daaraan ondergeschikt. Zelf placht hij daarover te zeggen: "Als ik ’t nodig acht de lange rechte daklijnen te verbreken, zet ik er een koepeldak op, vooral waar de lucht of wolkenformatie zulk een steun vragen. Waarom zou ik zelf mijn eigen steden niet mogen bouwen?"

## Afbeelding
Het hier besproken Stadsgezicht werd door Maris in de lijst geschilderd, niet buiten, maar gewoon in zijn atelier. Met brede vegen, in grijsblauwe tonen, schetst hij in een doorwerkte, bijna geboetseerde stijl de contouren van een drukke haven in een grote Hollandse stad. Schuiten liggen afgemeerd aan de kades, we zien een roeier in een bootje en boven het water wat meeuwen. Het water glinstert en weerspiegelt het vibrerende licht. Als gebruikelijk in Maris' werk wordt er veel ruimte gemaakt voor een imposante grauwe lucht. Hoezeer hij ook deze naar zijn hand zette wordt geïllustreerd door de anekdote van een kennis die Maris op straat aansprak en wees op de mooie wolkenhemel boven hen. "Och wat!", antwoordde Maris, "ik schilder ‘m beter."
De schilderes en kunsthistorica Grada Hermina Marius uitte haar bewondering voor het schilderij als volgt: "Wat is dat stadsgezicht in het Rijksmuseum heerlijk geschilderd! Hoe mooi is het gevoeld om met zo weinige maar juist geplaatste penseelstreken die oude gevelprofielen uit het grijze verleden naar voren te halen. De grijze lucht is alsof zij wegschuift; die meeuwen, ze vliegen over alles heen, naar u toe. En wat een ruimte in dat schilderij. Wat is die fijne grijze nevel, die alleen in Holland zo zilverig is en op de voorgrond die kleurige effecten geeft, heerlijk weergegeven, vol warreling en leven. Als men er lang voorstaat komt en een hele stad tevoorschijn: bruggen, huizen, bomen, schepen, alles verdronken in een zee van atmosfeer.

## Vergelijkbare werken

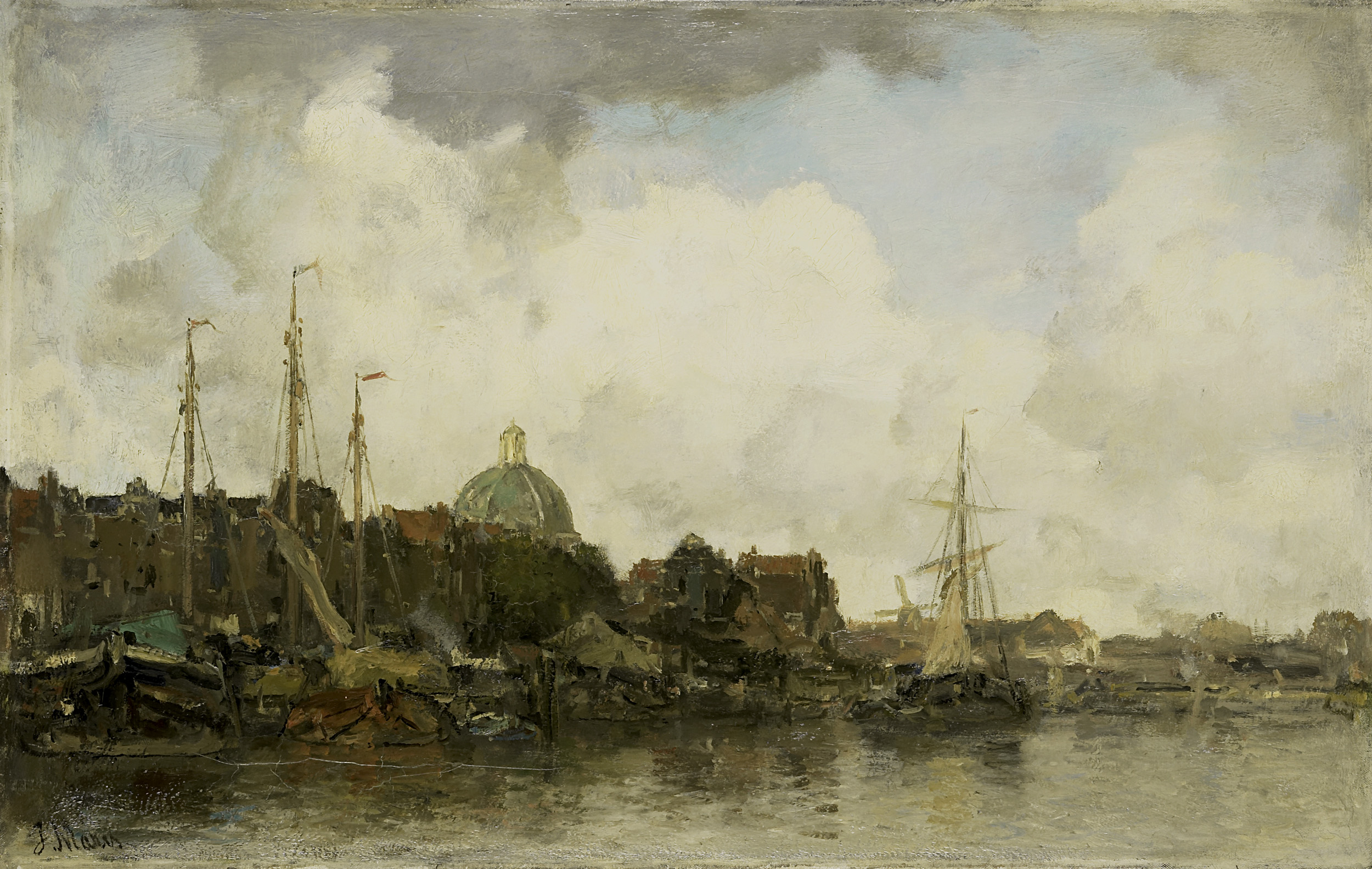
Stadsgezicht met een koepelkerk, 1872-1875
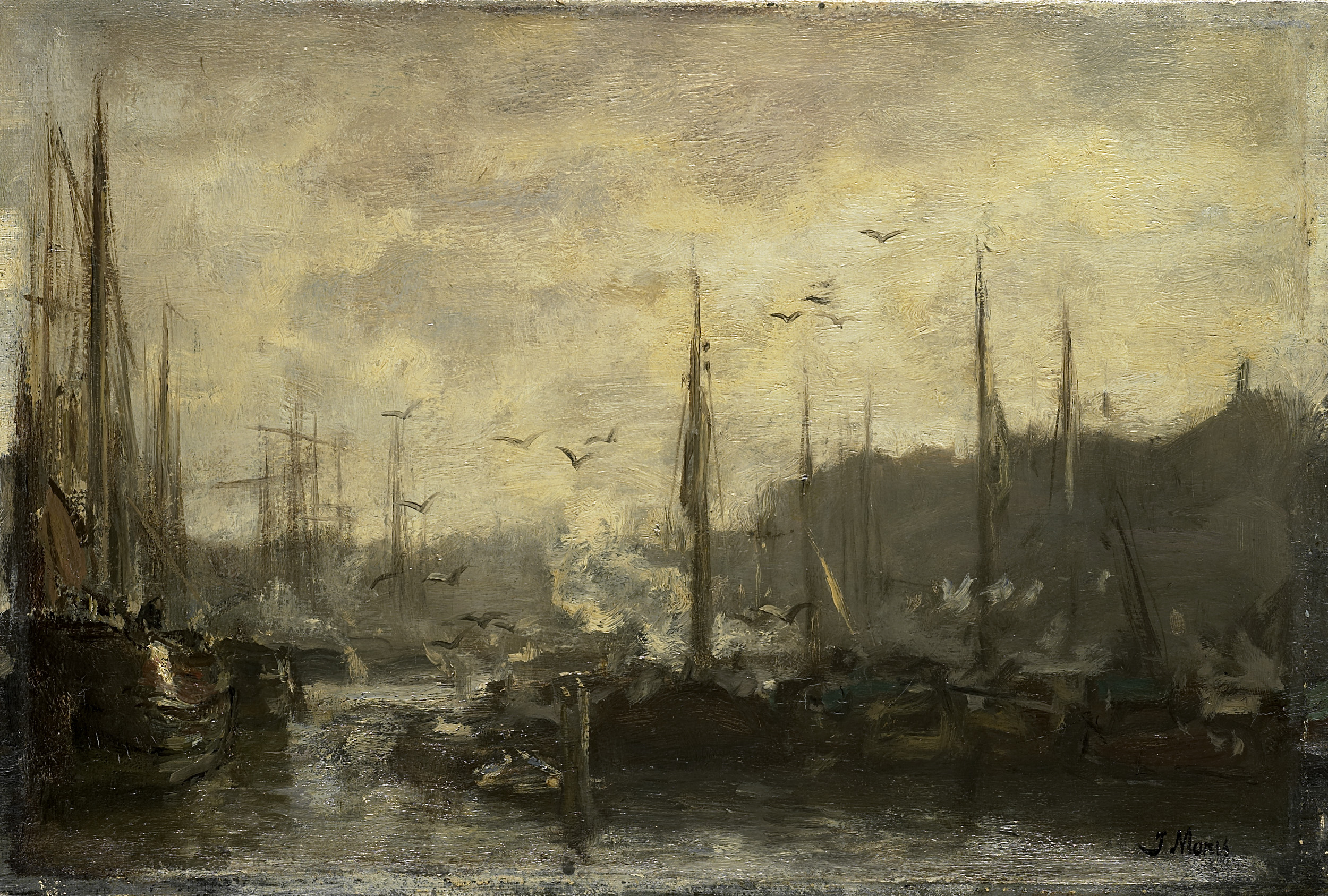
Havengezicht, circa 1887
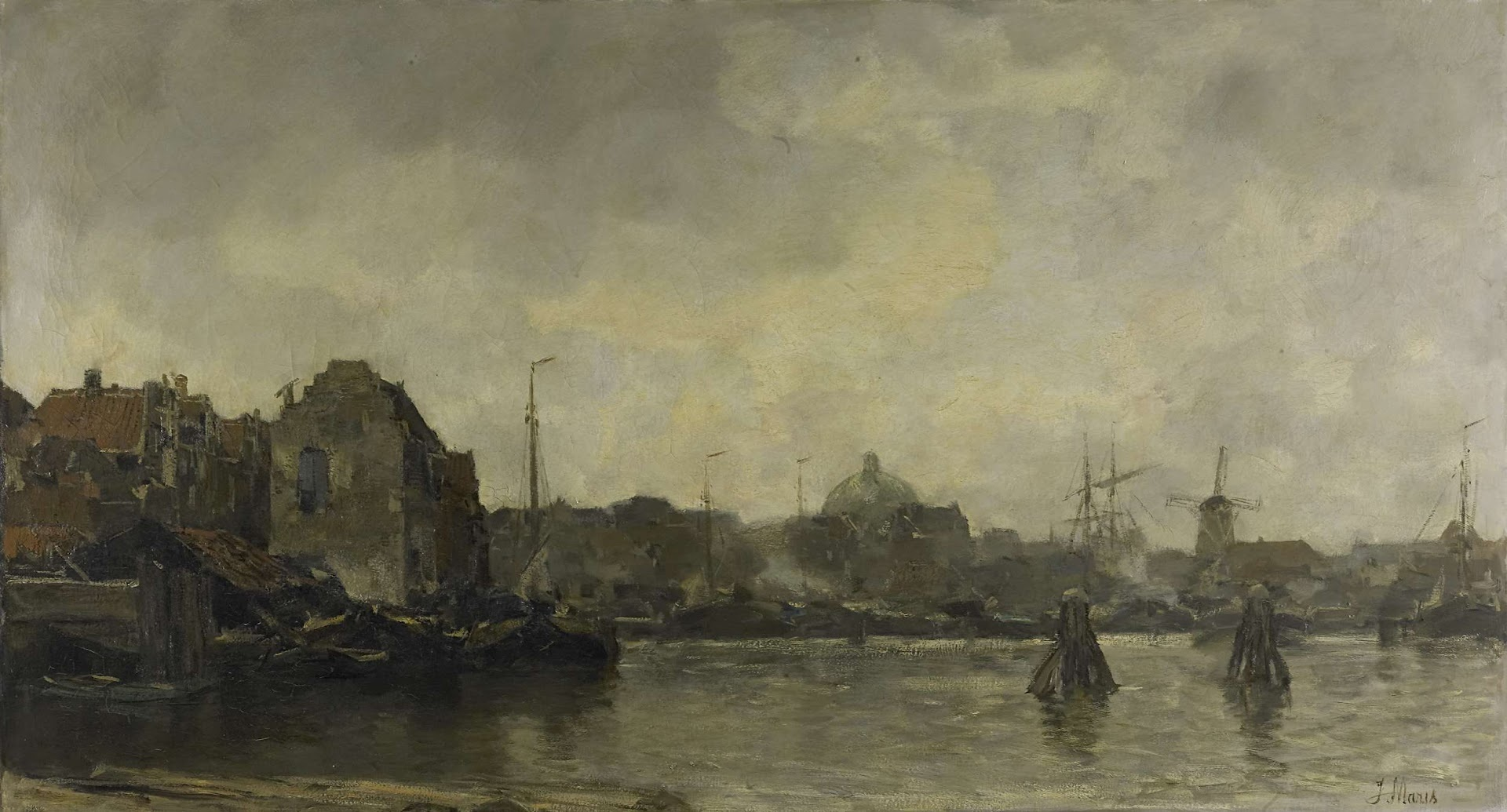
Stadsgezicht, 1898